# M27 Infantry Automatic Rifle
La M27 Infantry Automatic Rifle (IAR) è una mitragliatrice leggera prodotta dalla Heckler & Koch con munizioni da 5,56 × 45 mm NATO basata sul Heckler & Koch HK416. Viene utilizzato dai corpi dei marines degli Stati Uniti.